# Lucie Jones
Lucie Jones (født 20. marts 1991) er en britisk sangerinde, som repræsenterede Storbritannien ved Eurovision Song Contest 2017 med sangen "Never Give Up on You" hvor hun opnåede en 15. plads. Hun deltog også i sæson 6 af det britiske udgave af X Factor, hvor hun kom på en ottendeplads efter hun var i omsang med John & Edward efter at dommerne's stemmer gik til deadlock og hun fik færrest stemmer fra de britiske seere og blev stemt ud.